# Pseudopegadomyia jamesi
Pseudopegadomyia jamesi är en tvåvingeart som beskrevs av Rozkosny och Kovac 2008. Pseudopegadomyia jamesi ingår i släktet Pseudopegadomyia och familjen vapenflugor.
Artens utbredningsområde är Filippinerna. Inga underarter finns listade i Catalogue of Life.